# 琉球郷

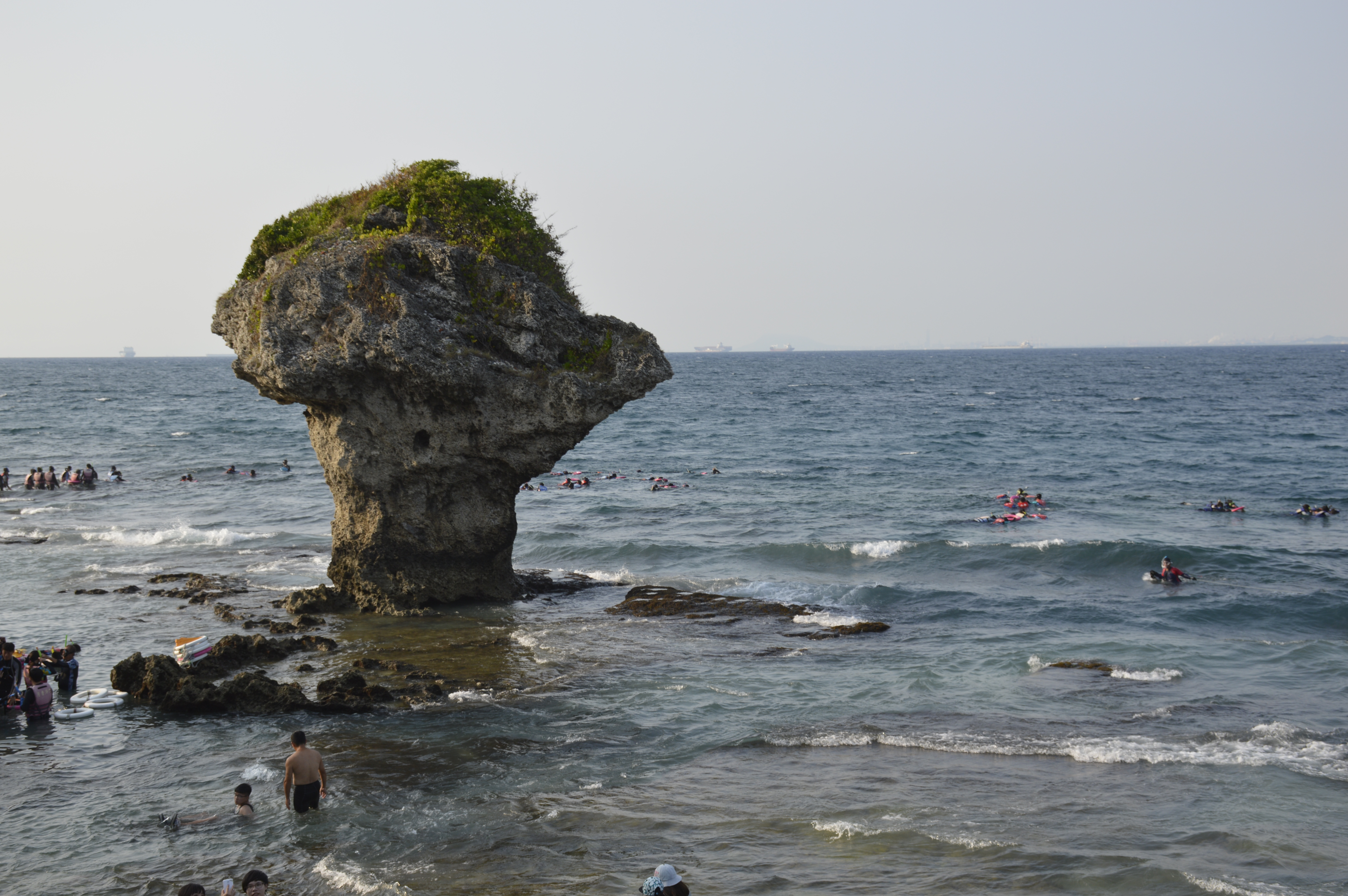
花瓶石

琉球郷（リウチウ/りゅうきゅう-きょう）は、台湾屏東県の郷。

## 地理
琉球郷は屏東県西南の外海に浮かぶ島嶼「琉球嶼」により構成されており、台湾では琉球（琉球諸島）に対して「小琉球」と俗称されている。水源を有しておらず、水不足に悩まされたことから、当時の蔣経国総統の指示により、海底パイプラインが敷設され、対岸の浄水場より水道水を送水している。近年、観光客の増大による島内の水道使用量の増加により、再び節水を呼びかけている。また、多くの民生物資も東港鎮からの水上輸送に依拠している。

### 行政区
| 村                                                             |
| -------------------------------------------------------------- |
| 本福村、漁福村、中福村、大福村、天福村、南福村、上福村、杉福村 |

## 行政

### 歴代郷長
| 代 | 氏名 | 着任日 | 退任日 |
| -- | ---- | ------ | ------ |

## 教育

### 国民中学
- 屏東県立琉球国民中学

## 交通
| 種別 | 路線名称 | その他                                  |
| ---- | -------- | --------------------------------------- |
| 港湾 | ---      | 高雄市鳳鼻頭港 屏東県東港、中芸港と連絡 |

## 観光

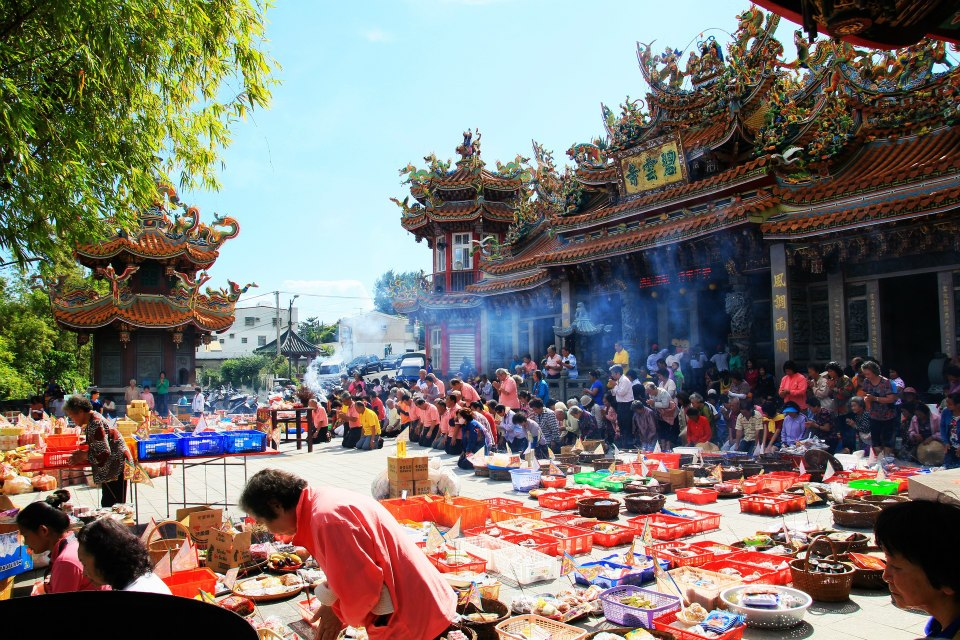
碧雲寺

### 名所･旧跡
寺院
- 碧雲寺
- 靈山寺

宮
- 小琉球三隆宮
- 小琉球水仙宮
- 上杉福安宮

### 観光スポット
- 花瓶石
- 蛤板湾風景区
- 海底動物園
- 美人仙洞
- 厚石奇岩
- 烏鬼洞
- 山猪溝
- 白砂尾港